# Custer megye (Colorado)
Custer megye az Amerikai Egyesült Államokban, azon belül Colorado államban található. Megyeszékhelye Westcliffe, legnagyobb városa Silver Cliff. Lakosainak száma 4704 fő (2020. április 1.). Custer megye Fremont, Pueblo, Huerfano és Saguache megyékkel határos.

## Népesség
A megye népességének változása:
| Lakosok száma | 4278 | 4225 | 4245 | 4285 | 4445 | 4704 |
|               | 2010 | 2011 | 2012 | 2013 | 2015 | 2020 |